# 1830 w muzyce
Wydarzenia muzyczne w 1830 roku.

## Wydarzenia
- 28 stycznia – w paryskim Théâtre Ventadour miała miejsce premiera opery Fra Diavolo Daniela Aubera[1][2]
- 6 lutego – w neapolitańskim Teatro del Fondo miała miejsce premiera opery I pazzi per progetto Gaetana Donizettiego[1][2]
- 7 lutego – w warszawskim domu Fryderyka Chopina miała miejsce prywatna premiera jego „II Koncertu fortepianowego”[1][2]
- 11 lutego – w paryskim Palais des Tuileries miała miejsce premiera baletu La noce de village Ferdinanda Hérolda[1][2]
- 18 lutego – w Paryżu odbyła się premiera dwóch pieśni Hectora Berlioza: „Le Coucher du soleil” i „Chant sacré”[1][2]
- 6 marca – w neapolitańskim Teatro San Carlo miała miejsce premiera opery I pazzi per progetto Gaetana Donizettiego[1][2]
- 11 marca – w weneckim Teatro La Fenice miała miejsce premiera opery Capuleti i Montecchi Vincenzo Belliniego[1][2]
- 17 marca – w Teatrze Wielkim w Warszawie miała miejsce publiczna premiera „Koncertu fortepianowego” oraz premiera „Fantasia on Polish Airs”, op.13 Fryderyka Chopina[1][2]
- 21 marca – w wiedeńskiej Landhaussaal miała miejsce premiera „Kantate zu Ehren von Josef Spendou” D 472 Franza Schuberta[1][2]
- 2 kwietnia – w Bolonii odbyła się premiera kantaty „L'armonica cetra del nune” Gioacchina Rossiniego[1][2]
- 11 kwietnia – w wiedeńskim Kościele św. Anny miała miejsce premiera Aktu I i II oratorium „Lazarus, oder Die Feier der Auferstehung” D 689 Franza Schuberta[1][2]
- 23 kwietnia – w paryskim Théâtre Ventadour miała miejsce premiera opery Danilowa Adolphe’a Adama[1][2]
- 26 kwietnia – we Frankfurcie nad Menem odbyła się premiera „IV Koncertu skrzypcowego” Niccola Paganiniego[1][2]
- 3 maja – w Operze paryskiej miała miejsce premiera baletu Manon Lescaut Fromentala Halévy’ego[1][2]
- 11 maja – w paryskim Théâtre Ventadour miała miejsce premiera opery L'auberge d'Auray Ferdinanda Hérolda[1][2]
- 27 maja – w paryskim Théâtre Ventadour miała miejsce premiera opery Attendre et courir Fromentala Halévy’ego[1][2]
- 4 lipca – w bostońskim Park Street Church miała miejsce premiera „Suffer the Little Children to Come Unto Me” Lowella Masona[1][2]
- 26 lipca – w paryskim Théâtre des Nouveautés miała miejsce premiera baletu La Chatte blanche Adolphe’a Adama[1][2]
- 28 lipca – w Kassel w Hoftheater miała miejsce premiera opery Der Alchymist WoO 57 Louisa Spohra[1][2]
- 21 sierpnia – w paryskim Théâtre Ventadour miała miejsce premiera opery Trois jours en une heure Adolphe’a Adama[1][2]
- 5 września – w neapolitańskim Teatro San Carlo miała miejsce premiera opery Imelda de' Lambertazzi Gaetana Donizettiego[1][2]
- 11 października – w Warszawie odbył się pożegnalny koncert Fryderyka Chopina, który w listopadzie opuści Polskę na zawsze. Pianista zagrał premierowo swój „I Koncert fortepianowy”[1][2]
- 13 października – w paryskiej Salle Le Peletier miała miejsce premiera opery Le dieu et la bayadère, ou La courtisane amoureuse Daniela Aubera[1][2]
- 2 listopada – Fryderyk Chopin wyjechał na zawsze z Polski[1][2]
- 7 listopada – w Operze paryskiej miała miejsce premiera „Ouverture pour La Tempête de Shakespeare” Hectora Berlioza[1][2]
- 8 listopada – w lipskim Gewandhaus oficjalnie debiutuje jedenastoletnia Clara Wieck[1][2]
- 18 listopada – w paryskim Théâtre des Nouveautés miała miejsce premiera Les trois Catherine Adolphe’a Adama[1][2]
- 2 grudnia – w paryskim Théâtre Ventadour miała miejsce premiera opery Joséphine ou Le retour de Wagram Adolphe’a Adama[1][2]
- 5 grudnia – w paryskiej Salle du Conservatoire miała miejsce premiera Symfonii fantastycznej, op.14 oraz „Chant guerrier” Hectora Berlioza[1][2]
- 11 grudnia – w paryskim Théâtre Ventadour miała miejsce premiera opery La langue musicale Fromentala Halévy’ego[1][2]
- 19 grudnia – w Detmold, w Hoftheater odbyła się premiera „Die Jagd” Alberta Lortzinga[1][2]
- 25 grudnia – w lipskim Royal Saxon Hoftheater miała miejsce premiera „Drumbeat Overture” WWV 10 Richarda Wagnera[1][2]

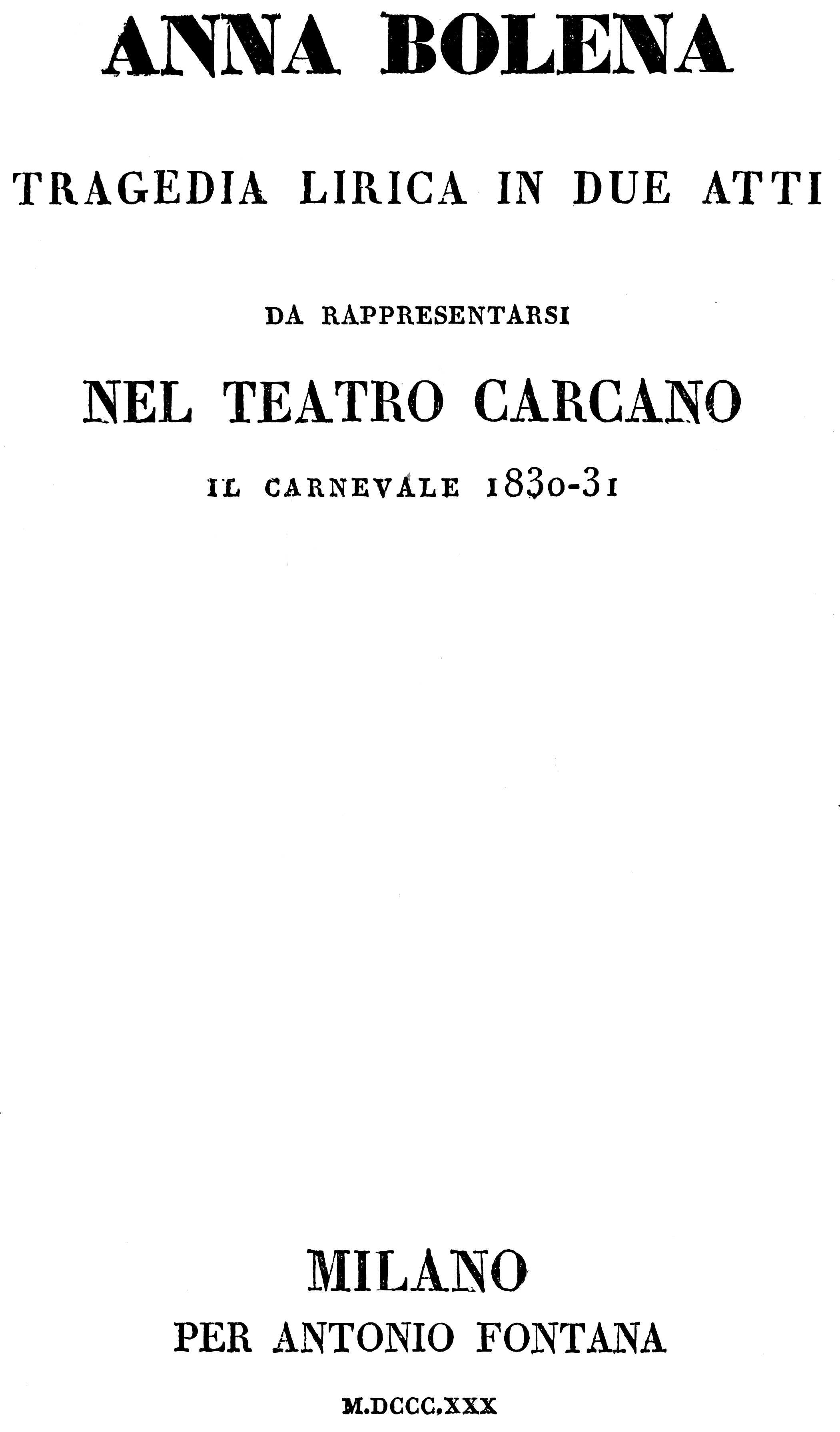
Strona tytułowa libretta opery Anna Boleyn Gaetana Donizettiego

- 26 grudnia – w mediolańskim Teatro Carcano miała miejsce premiera opery Anna Boleyn Gaetana Donizettiego[1][2]

## Urodzili się
- 8 stycznia – Hans von Bülow, niemiecki dyrygent, wirtuoz pianista i kompozytor okresu romantyzmu (zm. 1894)
- 15 stycznia – Jean-Baptiste Faure, francuski śpiewak operowy (baryton) (zm. 1914)
- 27 stycznia – Georg Hellmesberger Jr., austriacki skrzypek, dyrygent i kompozytor (zm. 1852)
- 11 lutego
  - Hans Bronsart, niemiecki pianista i kompozytor (zm. 1913)
  - Peter Heise, duński kompozytor i organista (zm. 1879)
- 23 marca – Władysław Miller, polski śpiewak operowy (bas) (zm. 1896)
- 13 kwietnia – Eduard Lassen, belgijsko-duński kompozytor i dyrygent (zm. 1904)
- 24 kwietnia – Eugenia Bernadotte, księżniczka Szwecji i Norwegii, kompozytorka, pisarka, rzeźbiarka, malarka (zm. 1889)
- 18 maja – Károly Goldmark, austriacko-węgierski kompozytor, skrzypek i pedagog muzyczny (zm. 1915)
- 22 czerwca – Teodor Leszetycki, polski pianista, kompozytor i pedagog muzyczny (zm. 1915)
- 13 sierpnia – Gustav Lange, niemiecki kompozytor epoki romantyzmu (zm. 1889)
- 31 sierpnia – Edmund Kretschmer, niemiecki kompozytor i organista (zm. 1908)
- 25 września – Karl Klindworth, niemiecki pianista, dyrygent i pedagog (zm. 1916)
- 26 października – Polibio Fumagalli, włoski kompozytor, pianista i organista (zm. 1900)
- 23 grudnia – Adam Münchheimer, polski kompozytor, dyrygent, skrzypek, pedagog, dyrektor opery warszawskiej (zm. 1904)

## Zmarli
- 19 stycznia – Wenzel Thomas Matiegka, czeski kompozytor (ur. 1773)
- 17 lutego – Marcos Portugal, portugalski kompozytor i organista (ur. 1762)
- 2 marca – Ignaz Schuppanzigh, austriacki skrzypek i dyrygent (ur. 1776)
- 18 kwietnia – José Maurício Nunes Garcia, brazylijski kompozytor muzyki klasycznej (ur. 1767)
- 25 listopada – Pierre Rode, francuski skrzypek i kompozytor (ur. 1774)
- 29 listopada – Charles-Simon Catel, francuski kompozytor i teoretyk muzyki (ur. 1773)

## Muzyka poważna
- 20 listopada – wiedeński „Allgemeiner musikalischer Anzeiger” publikuje „Concerto for Piano and Orchestra”, op.113 Johanna Nepomuka Hummla[1][2]

## Nagrody
- 30 października – Prix de Rome dla kantaty „La mort de Sardanaple” Hectora Berlioza[1][2]